# Bernhard von Rechberg

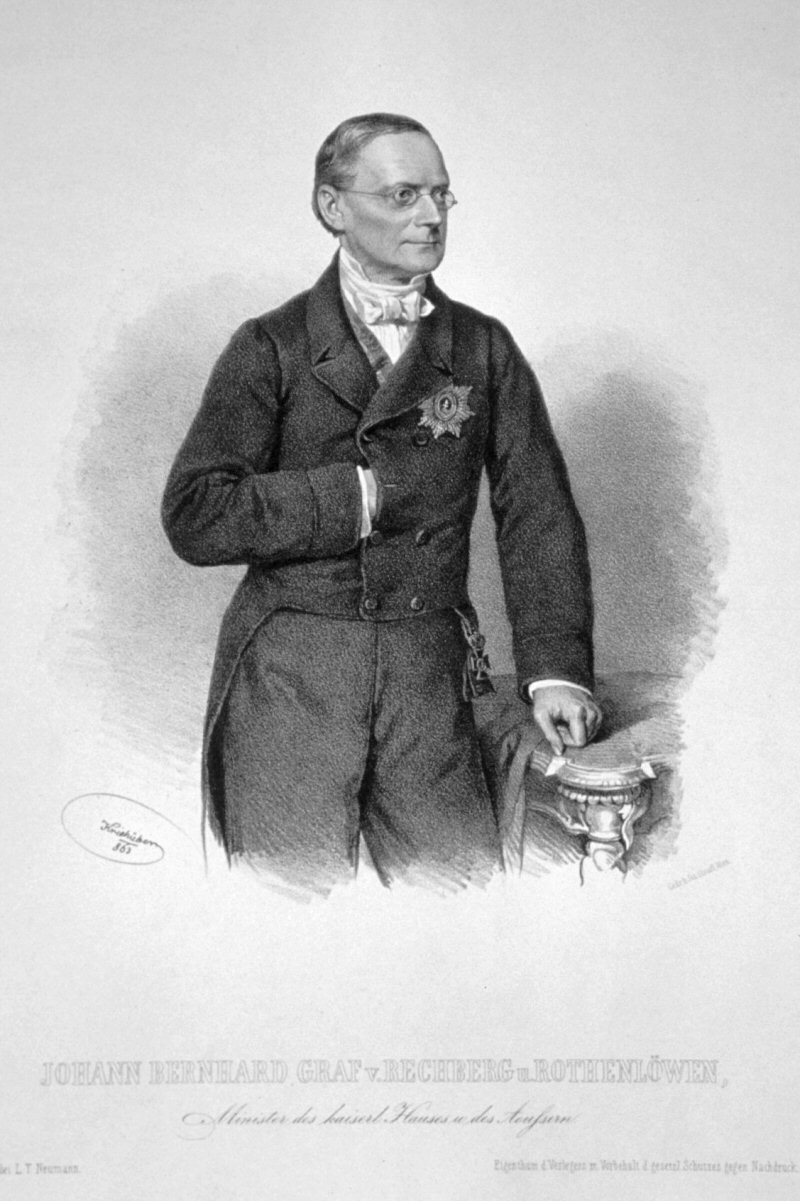
Graf Rechberg (Lithographie von Josef Kriehuber, 1863)

Johann Bernhard Graf von Rechberg und Rothenlöwen (* 17. Juli 1806 in Regensburg; † 26. Februar 1899 in Kettenhof bei Wien) war ein österreichischer Diplomat, Außenminister und Ministerpräsident.

## Leben
Der Sohn des Grafen Aloys von Rechberg trat im Jahre 1828 in den österreichischen diplomatischen Dienst ein und war bei den Gesandtschaften in Berlin, London und Brüssel tätig. 1841 wurde er Gesandter in Stockholm und 1843 in Rio de Janeiro. 1848 vertrat er als Bevollmächtigter die österreichischen Interessen bei der Provisorischen Zentralgewalt in Frankfurt am Main. 1851 wurde von Rechberg Internuntius in Konstantinopel, ab 1853 war er unter Radetzky in der Zivilverwaltung der Lombardei und Venetiens tätig.
1859 bis 1864 war er österreichischer Außenminister, 1859 bis 1861 auch Ministerpräsident. Im Gegensatz zu seinen Amtsvorgängern versuchte Rechberg in der Deutschen Frage eine einvernehmliche Lösung mit Preußen zu finden und stellte sich gegen die Großdeutsche Lösung, die von Anton von Schmerling befürwortet wurde. Otto von Bismarck und Rechberg hatten ein gutes persönliches Verhältnis. Rechberg war (wie Bismarck) ein entschiedener Gegner des 1863 von Österreich einberufenen Frankfurter Fürstentages, weil er die beabsichtigte Isolierung Preußens ablehnte. Im größeren politischen Zusammenhang sprach er sich für eine Zusammenarbeit Österreichs, Preußens und Russlands aus.
In der Schleswig-Holstein-Frage ging Rechberg mit Bismarck zusammen, weil beide Mächte das Londoner Protokoll unterzeichnet hatten. Da die eiderdänische Regierung in Kopenhagen nicht bereit war, die das Londoner Protokoll verletzende Novemberverfassung von 1863 zurückzunehmen, beteiligte sich Österreich am Deutsch-Dänischen Krieg, der mit dem Frieden von Wien endete. Damit fielen die beiden Herzogtümer an Österreich und Preußen. Rechberg hoffte, im weiteren Verlauf der Zusammenarbeit eine preußische Garantie für die österreichischen Besitzungen in Italien zu erhalten, was Bismarck aber ablehnte, da Rechberg keine entsprechende Gegenleistung anzubieten hatte. Hinzu kamen Probleme in den von Preußen namens des Zollvereins geführten Verhandlungen über eine Zolleinigung. Dieses Scheitern stärkte die ohnehin vorhandene Opposition gegen den Außenminister in Österreich und in den süddeutschen Mittelstaaten, so dass er im Oktober 1864 zurücktreten musste. Johann Bernhard von Rechberg verstarb 93-jährig auf seinem Wohnsitz Schloss Altkettenhof in Kettenhof, heute Schwechat.
Ab 1826 war er Mitglied des Corps Isaria.

## Ehe und Nachkommen
Johann Bernhard von Rechberg heiratete am 26. Juli 1834 in Donzdorf auf Schloss Donzdorf Barbara Jones, die 1894 starb. Das Paar hatte nur einen Sohn: Alois (* 4. Juli 1835; † 28. Januar 1877), dieser heiratete 1874 die Landgräfin Luise zu Fürstenberg-Weitra (* 1. August 1840; † 6. Juli 1925) und hatte mit ihr vier Töchter.

## Ehrungen
Unvollständige Liste
- Schwarzer Adlerorden (2. August 1860), Brillanten (1864)
- Orden vom Goldenen Vlies (1864)
- Rechberggasse in Favoriten (1911)